# کندی کلارک
 کندیس جون "کندی" کلارک (انگلیسی: Candace June "Candy" Clark؛ زاده ۲۰ ژوئن ۱۹۴۷) یک هنرپیشه اهل ایالات متحده آمریکا است. وی از سال ۱۹۷۲ میلادی تاکنون مشغول فعالیت بوده‌است.
از فیلم‌ها یا برنامه‌های تلویزیونی که وی در آن نقش داشته است می‌توان به دیوارنویسی آمریکایی، اطلاع‌رسانی!، من می‌خواهم، نیاگارا، نیاگارا و آمیتی‌ویل سه‌بعدی اشاره کرد.